# 실버라이닝 플레이북의 수상 및 후보 목록
다음은 2012년 개봉한 미국의 로맨틱 코미디 드라마 영화 《실버라이닝 플레이북》의 수상 및 후보 목록이다. 데이비드 O. 러셀이 감독하고, 각본을 썼다. 매튜 퀵의 동명의 소설을 각색했다. 브래들리 쿠퍼, 제니퍼 로렌스, 이외에 조연으로는 로버트 드 니로, 재키 위버, 크리스 터커, 아누팜 커와 줄리아 스타일스가 조연으로 출연한다. 이 영화는 아내의 외도를 목격하고 모든 것을 잃게 되지만 긍정의 힘으로 다시금 자신의 인생을 되찾으려는 팻 (쿠퍼)과 남편의 죽음 이후 진짜 사랑을 찾기 위해 노력하는 티파니 (로렌스)의 색다른 로맨스를 담고 있다. 영화는 제37회 토론토 국제 영화제에서 첫 상영 되어 관객상을 수상하였다. 2012년 11월 16일에 미국에서 제한적으로 개봉되었다. 이후에 와인스타인 컴퍼니는 12월 2일에 700개 이상의 극장에서 영화를 확대 상영했다. 영화는 흥행에 성공하여 전세계 2억 3600만 달러를 벌어 예산의 11배에 달했다. 리뷰 제공 웹사이트 로튼 토마토는 228개 리뷰를 조사한 결과 92%가 긍정적인 것으로 나타났다.
실버라이닝 플레이북은 연출, 각본, 쿠퍼, 로런스, 드 니로의 연기에 특별한 찬사를 받으며 다양한 부문의 시상식에서 후보 지명을 받았다. 2013년 기준, 91개 후보 지명을 받아 총 47개 상을 수상했다. 제85회 미국 아카데미상에서는 8개 부문에 후보 지명되어 최우수 여우주연상 (로렌스)를 수상했다. 같은 부분에서, 4개의 연기 부문 모두에서 지명 된 31년 만의 첫 영화가 되었다. 제66회 영국 아카데미 영화상(BAFTA)에서 러셀은 최우수 각색상을 수상했다. 이 영화는 제70회 골든 글로브상에서 4개 후보에 지명되었으며, 로렌스는 영화 뮤지컬·코미디 부문 최우수 여우주연상을 수상하였다. 그 중에서도 특히, AACTA 시상식, 디트로이트 영화 비평가 협회상, 인디펜던트 스피릿 어워드와 새틀라이트상 등에서 최고의 영화상을 수상했다. 또한 사운드트랙에 수록 된 "Silver Lining (Crazy 'Bout You)"은 그래미상에서 최우수 영화 주제가상을 수상했다.

## 수상 및 후보
| 시상식                                                          | 부문                                      | 수상자                                                     | 결과 | 출처.         |
| --------------------------------------------------------------- | ----------------------------------------- | ---------------------------------------------------------- | ---- | ------------- |
| 호주 AACTA 어워드(오스트레일리아 영화 텔레비전 예술 아카데미상) | 최우수 해외 작품상                        | 브루스 코언, 도나 지글리오티, 조너선 고든                  | 수상 | [ 10 ]        |
| 호주 AACTA 어워드(오스트레일리아 영화 텔레비전 예술 아카데미상) | 최우수 해외 감독상                        | 데이비드 O. 러셀                                           | 수상 | [ 10 ]        |
| 호주 AACTA 어워드(오스트레일리아 영화 텔레비전 예술 아카데미상) | 최우수 해외 각본상                        | 데이비드 O. 러셀                                           | 후보 | [ 10 ]        |
| 호주 AACTA 어워드(오스트레일리아 영화 텔레비전 예술 아카데미상) | 최우수 해외 남우주연상                    | 브래들리 쿠퍼                                              | 후보 | [ 10 ]        |
| 호주 AACTA 어워드(오스트레일리아 영화 텔레비전 예술 아카데미상) | 최우수 해외 여우주연상                    | 제니퍼 로렌스                                              | 수상 | [ 10 ]        |
| 호주 AACTA 어워드(오스트레일리아 영화 텔레비전 예술 아카데미상) | 최우수 해외 남우조연상                    | 로버트 드 니로                                             | 수상 | [ 10 ]        |
| 호주 AACTA 어워드(오스트레일리아 영화 텔레비전 예술 아카데미상) | 최우수 해외 여우조연상                    | 재키 위버                                                  | 수상 | [ 10 ]        |
| 미국 아카데미상                                                 | 최우수 작품상                             | 브루스 코언, 도나 지글리오티, 조너선 고든                  | 후보 | [ 11 ]        |
| 미국 아카데미상                                                 | 최우수 남우주연상                         | 브래들리 쿠퍼                                              | 후보 | [ 11 ]        |
| 미국 아카데미상                                                 | 최우수 여우주연상                         | 제니퍼 로렌스                                              | 수상 | [ 11 ]        |
| 미국 아카데미상                                                 | 최우수 남우조연상                         | 로버트 드 니로                                             | 후보 | [ 11 ]        |
| 미국 아카데미상                                                 | 최우수 여우조연상                         | 재키 위버                                                  | 후보 | [ 11 ]        |
| 미국 아카데미상                                                 | 최우수 감독상                             | 데이비드 O. 러셀                                           | 후보 | [ 11 ]        |
| 미국 아카데미상                                                 | 최우수 각본상                             | 데이비드 O. 러셀                                           | 후보 | [ 11 ]        |
| 미국 아카데미상                                                 | 최우수 편집상                             | 제이 캐시디, 크리스핀 스트러더즈                           | 후보 | [ 11 ]        |
| 미국 영화 연구소                                                | AFI 올해의 영화상                         | 실버라이닝 플레이북                                        | 수상 | [ 12 ]        |
| 오스틴 영화제                                                   | 관객상 – 마퀴 피처                        | 데이비드 O. 러셀                                           | 수상 | [ 13 ]        |
| 영국 아카데미 영화상(BAFTA)                                     | 최우수 남우주연상                         | 브래들리 쿠퍼                                              | 후보 | [ 14 ]        |
| 영국 아카데미 영화상(BAFTA)                                     | 최우수 여우주연상                         | 제니퍼 로렌스                                              | 후보 | [ 14 ]        |
| 영국 아카데미 영화상(BAFTA)                                     | 최우수 각색상                             | 데이비드 O. 러셀                                           | 수상 | [ 14 ]        |
| 크리틱스 초이스 영화상(미국 방송 영화 비평가 협회상)            | 최우수 작품상                             | 실버라이닝 플레이북                                        | 후보 | [ 15 ] [ 16 ] |
| 크리틱스 초이스 영화상(미국 방송 영화 비평가 협회상)            | 최우수 남우주연상                         | 브래들리 쿠퍼                                              | 후보 | [ 15 ] [ 16 ] |
| 크리틱스 초이스 영화상(미국 방송 영화 비평가 협회상)            | 최우수 여우주연상                         | 제니퍼 로렌스                                              | 후보 | [ 15 ] [ 16 ] |
| 크리틱스 초이스 영화상(미국 방송 영화 비평가 협회상)            | 최우수 남우조연상                         | 로버트 드 니로                                             | 후보 | [ 15 ] [ 16 ] |
| 크리틱스 초이스 영화상(미국 방송 영화 비평가 협회상)            | 최우수 연기 앙상블상                      | 실버라이닝 플레이북                                        | 수상 | [ 15 ] [ 16 ] |
| 크리틱스 초이스 영화상(미국 방송 영화 비평가 협회상)            | 최우수 감독상                             | 데이비드 O. 러셀                                           | 후보 | [ 15 ] [ 16 ] |
| 크리틱스 초이스 영화상(미국 방송 영화 비평가 협회상)            | 최우수 각색상                             | 데이비드 O. 러셀                                           | 후보 | [ 15 ] [ 16 ] |
| 크리틱스 초이스 영화상(미국 방송 영화 비평가 협회상)            | 최우수 코미디 영화상                      | 실버라이닝 플레이북                                        | 수상 | [ 15 ] [ 16 ] |
| 크리틱스 초이스 영화상(미국 방송 영화 비평가 협회상)            | 최우수 남우주연상 - 코미디 영화부문       | 브래들리 쿠퍼                                              | 수상 | [ 15 ] [ 16 ] |
| 크리틱스 초이스 영화상(미국 방송 영화 비평가 협회상)            | 최우수 여우주연상 - 코미디 영화부문       | 제니퍼 로렌스                                              | 수상 | [ 15 ] [ 16 ] |
| 디트로이트 영화 비평가 협회                                     | 최우수 작품상                             | 실버라이닝 플레이북                                        | 수상 | [ 17 ]        |
| 디트로이트 영화 비평가 협회                                     | 최우수 감독상                             | 데이비드 O. 러셀                                           | 수상 | [ 17 ]        |
| 디트로이트 영화 비평가 협회                                     | 최우수 남우주연상                         | 브래들리 쿠퍼                                              | 후보 | [ 17 ]        |
| 디트로이트 영화 비평가 협회                                     | 최우수 여우주연상                         | 제니퍼 로렌스                                              | 수상 | [ 17 ]        |
| 디트로이트 영화 비평가 협회                                     | 최우수 남우조연상                         | 로버트 드 니로                                             | 수상 | [ 17 ]        |
| 디트로이트 영화 비평가 협회                                     | 최우수 앙상블상                           | 실버라이닝 플레이북                                        | 후보 | [ 17 ]        |
| 디트로이트 영화 비평가 협회                                     | 최우수 각본상                             | 데이비드 O. 러셀                                           | 수상 | [ 17 ]        |
| 골든 글로브 시상식                                              | 영화 뮤지컬·코미디 부문 최우수 작품상     | 실버라이닝 플레이북                                        | 후보 | [ 18 ] [ 19 ] |
| 골든 글로브 시상식                                              | 영화 뮤지컬·코미디 부문 최우수 남우주연상 | 브래들리 쿠퍼                                              | 후보 | [ 18 ] [ 19 ] |
| 골든 글로브 시상식                                              | 영화 뮤지컬·코미디 부문 최우수 여우주연상 | 제니퍼 로렌스                                              | 수상 | [ 18 ] [ 19 ] |
| 골든 글로브 시상식                                              | 최우수 각본상                             | 데이비드 O. 러셀                                           | 후보 | [ 18 ] [ 19 ] |
| 고섬상                                                          | 최우수 앙상블상                           | 실버라이닝 플레이북                                        | 후보 | [ 20 ]        |
| 그래미상                                                        | 최우수 영화 주제가상                      | 제시 제이, 다이앤 워렌 ("Silver Lining (Crazy 'Bout You)") | 후보 | [ 21 ]        |
| 햄튼 국제 영화제                                                | 관객상 – 최우수 영화 묘사                 | 데이비드 O. 러셀                                           | 수상 | [ 22 ]        |
| 할리우드 영화제                                                 | 올해의 남우주연상                         | 브래들리 쿠퍼                                              | 수상 | [ 23 ]        |
| 할리우드 영화제                                                 | 올해의 감독상                             | 데이비드 O. 러셀                                           | 수상 | [ 23 ]        |
| 할리우드 영화제                                                 | 올해의 남우조연상                         | 로버트 드 니로                                             | 수상 | [ 23 ]        |
| 휴스턴 영화 비평가 협회                                         | 최우수 여우주연상                         | 제니퍼 로렌스                                              | 수상 | [ 24 ]        |
| 인디펜던트 스피릿 어워드                                        | 최우수 작품상                             | 데이비드 O. 러셀                                           | 수상 | [ 25 ]        |
| 인디펜던트 스피릿 어워드                                        | 최우수 감독상                             | 데이비드 O. 러셀                                           | 수상 | [ 25 ]        |
| 인디펜던트 스피릿 어워드                                        | 최우수 여우주연상                         | 제니퍼 로렌스                                              | 수상 | [ 25 ]        |
| 인디펜던트 스피릿 어워드                                        | 최우수 남우주연상                         | 브래들리 쿠퍼                                              | 후보 | [ 25 ]        |
| 인디펜던트 스피릿 어워드                                        | 최우수 각본상                             | 데이비드 O. 러셀                                           | 수상 | [ 25 ]        |
| 국제 영화 음악 비평가 협회                                      | 올래의 영화 작곡상                        | 대니 엘프만                                                | 수상 | [ 26 ]        |
| 국제 영화 음악 비평가 협회                                      | 최우수 음악상 - 코미디 영화상             | 대니 엘프만                                                | 후보 | [ 26 ]        |
| 로스앤젤레스 영화 비평가 협회                                   | 최우수 여우주연상                         | 제니퍼 로렌스                                              | 수상 | [ 27 ]        |
| MTV 무비 & TV 어워드                                            | 올해의 영화상                             | 실버라이닝 플레이북                                        | 후보 | [ 28 ]        |
| MTV 무비 & TV 어워드                                            | 최고의 여자배우상                         | 제니퍼 로렌스                                              | 수상 | [ 28 ]        |
| MTV 무비 & TV 어워드                                            | 최고의 남자배우상                         | 브래들리 쿠퍼                                              | 수상 | [ 28 ]        |
| MTV 무비 & TV 어워드                                            | 최고의 키스상                             | 브래들리 쿠퍼, 제니퍼 로렌스                               | 수상 | [ 28 ]        |
| MTV 무비 & TV 어워드                                            | 최고의 뮤지컬 장면상                      | 브래들리 쿠퍼, 제니퍼 로렌스                               | 후보 | [ 28 ]        |
| 내셔널 보드 오브 리뷰(전미 비평가 위원회)                       | 최우수 남우주연상                         | 브래들리 쿠퍼                                              | 수상 | [ 29 ]        |
| 내셔널 보드 오브 리뷰(전미 비평가 위원회)                       | 최우수 각색상                             | 데이비드 O. 러셀                                           | 수상 | [ 29 ]        |
| 내셔널 소사이어티 비평가 협회(전미 비평가 협회)                 | 최우수 여우주연상                         | 제니퍼 로렌스                                              | 2위  | [ 30 ]        |
| 내셔널 소사이어티 비평가 협회(전미 비평가 협회)                 | 최우수 각색상                             | 데이비드 O. 러셀                                           | 3위  | [ 30 ]        |
| 미국 제작자 조합상                                              | 최우수 연극 영화 작품상                   | 브루스 코언, 도나 지글리오티, 조너선 고든                  | 후보 | [ 31 ]        |
| 샌디에이고 영화 비평가 협회                                     | 최우수 작품상                             | 실버라이닝 플레이북                                        | 후보 | [ 32 ]        |
| 샌디에이고 영화 비평가 협회                                     | 최우수 감독상                             | 데이비드 O. 러셀                                           | 후보 | [ 32 ]        |
| 샌디에이고 영화 비평가 협회                                     | 최우수 남우주연상                         | 브래들리 쿠퍼                                              | 후보 | [ 32 ]        |
| 샌디에이고 영화 비평가 협회                                     | 최우수 여우주연상                         | 제니퍼 로렌스                                              | 후보 | [ 32 ]        |
| 샌디에이고 영화 비평가 협회                                     | 최우수 각색상                             | 데이비드 O. 러셀                                           | 후보 | [ 32 ]        |
| 샌디에이고 영화 비평가 협회                                     | 최우수 앙상블 연기상                      | 실버라이닝 플레이북                                        | 후보 | [ 32 ]        |
| 새틀라이트상(국제비평가협회상)                                  | 최우수 작품상                             | 실버라이닝 플레이북                                        | 수상 | [ 33 ] [ 34 ] |
| 새틀라이트상(국제비평가협회상)                                  | 영화부문 최우수 남우주연상                | 브래들리 쿠퍼                                              | 수상 | [ 33 ] [ 34 ] |
| 새틀라이트상(국제비평가협회상)                                  | 영화부문 최우수 여우주연상                | 제니퍼 로렌스                                              | 수상 | [ 33 ] [ 34 ] |
| 새틀라이트상(국제비평가협회상)                                  | 영화부문 최우수 남우조연상                | 로버트 드 니로                                             | 후보 | [ 33 ] [ 34 ] |
| 새틀라이트상(국제비평가협회상)                                  | 최우수 감독상                             | 데이비드 O. 러셀                                           | 수상 | [ 33 ] [ 34 ] |
| 새틀라이트상(국제비평가협회상)                                  | 최우수 각색상                             | 데이비드 O. 러셀                                           | 후보 | [ 33 ] [ 34 ] |
| 새틀라이트상(국제비평가협회상)                                  | 최우수 편집상                             | 제이 캐시디, 크리스핀 스트러더즈                           | 수상 | [ 33 ] [ 34 ] |
| 샌타바버라 국제 영화제                                          | 올해의 최고 연기상                        | 제니퍼 로렌스                                              | 수상 | [ 35 ] [ 36 ] |
| 스크린 액터 길드 어워드(미국 배우 조합상)                       | 영화부문 최우수 남우주연상                | 브래들리 쿠퍼                                              | 후보 | [ 37 ]        |
| 스크린 액터 길드 어워드(미국 배우 조합상)                       | 영화부문 최우수 여우주연상                | 제니퍼 로렌스                                              | 수상 | [ 37 ]        |
| 스크린 액터 길드 어워드(미국 배우 조합상)                       | 영화부문 최우수 남우조연상                | 로버트 드 니로                                             | 후보 | [ 37 ]        |
| 스크린 액터 길드 어워드(미국 배우 조합상)                       | 영화부문 최우수 연기 캐스팅상             | 실버라이닝 플레이북                                        | 후보 | [ 37 ]        |
| 세인트루이스 게이트웨이 영화 비평가 협회                        | 최우수 남우주연상                         | 브래들리 쿠퍼                                              | 후보 | [ 38 ] [ 39 ] |
| 세인트루이스 게이트웨이 영화 비평가 협회                        | 최우수 여우주연상                         | 제니퍼 로렌스                                              | 2위  | [ 38 ] [ 39 ] |
| 세인트루이스 게이트웨이 영화 비평가 협회                        | 최우수 각색상                             | 데이비드 O. 러셀                                           | 후보 | [ 38 ] [ 39 ] |
| 토론토 국제 영화제                                              | 관객상                                    | 데이비드 O. 러셀                                           | 수상 | [ 40 ] [ 41 ] |
| 워싱턴 D.C. 아레아 영화 비평가 협회                             | 최우수 작품상                             | 실버라이닝 플레이북                                        | 후보 | [ 42 ]        |
| 워싱턴 D.C. 아레아 영화 비평가 협회                             | 최우수 여우주연상                         | 제니퍼 로렌스                                              | 후보 | [ 42 ]        |
| 워싱턴 D.C. 아레아 영화 비평가 협회                             | 최우수 각색상                             | 데이비드 O. 러셀                                           | 수상 | [ 42 ]        |

## 같이 보기
- 2012년 영화

## 참고
1. ↑  또한 《다크 섀도우》, 《프랑켄위니》, 《맨 인 블랙 3》, 《히치콕》, 《프라미스드 랜드》